# Sitta pusilla
Sitta pusilla е вид птица от семейство Sittidae. Видът е незастрашен от изчезване.

## Разпространение
Разпространен е в Бахамски острови, Търкс и Кайкос и САЩ.